# Семенек (верхний приток Красивой Мечи)
Семене́к — река в Орловской, Липецкой и Тульской областях, правый приток Красивой Мечи (впадает в неё у села Прилепы). Длина реки составляет 68,3 км, площадь водосборного бассейна — 906 км²[уточнить].
Исток реки расположен в районе села Малиново Краснозоренского района Орловской области. Далее протекает по Измалковскому и Становлянскому районам Липецкой области, а в Ефремовском районе Тульской области впадает в реку Красивую Мечу.
На реке расположены два пруда в селе Васильевка Измалковского района: Глотовский и Барановский (разделены плотиной)

## Крупные населённые пункты от истока к устью
Орловская область:
- Малиново (Орловская область)

Липецкая область:
- Мокрый Семенек
- Васильевка
- Лебяжье
- Берёзовка
- Островки
- Кличено
- Ламское
- Ламская
- Семенёк

Тульская область:
- Шкилевка
- Прилепы

## Правила рыболовства
Согласно Правилам рыболовства для Азово-Черноморского рыбохозяйственного бассейна с 20 апреля по 31 июля на территории Липецкой области в реках донского бассейна запрещён вылов (добыча) рыбы на любые снасти. В этот период рыбалка разрешена только в стоячих водоёмах (прудах, карьерах).
Кроме того, в период с 1 января по 31 мая запрещён вылов (добыча) пресноводного рака.
В период с 15 ноября по 31 марта запрещена добыча (вылов) всех видов водных биоресурсов на зимовальных ямах реки Семенек. Кроме того, запрещён вылов рыб в шлюзовых каналах и на расстоянии менее 500 м у плотин, мостов, паромных переправ.
Запрещены для добычи (вылова) в любые сроки и на любые снасти осетровые виды рыб, миноги, вырезуб.
Запрещена ловля рака руками (вброд или нырянием). Запрещена ловля рака размером менее 9 см, а также икряных самок любых размеров. Разрешена ловля рака раколовками в количестве не более пяти штук на пользователя с диаметром каждой раколовки не более 80 см.

## Данные водного реестра
По данным государственного водного реестра России относится к Донскому бассейновому округу, водохозяйственный участок реки — Красивая Меча, речной подбассейн реки — бассейны притоков Дона до впадения Хопра. Речной бассейн реки — Дон (российская часть бассейна).
Код объекта в государственном водном реестре — 05010100112107000000634.